# Stadsnet Hasselt
Het Hasseltse stadsbusnet wordt geëxploiteerd door de De Lijn binnen de vervoerregio Limburg. Het stadsbusnetwerk kent zeven stadslijnen. Het belangrijkste knooppunt van het stadsnet is Station Hasselt.

## Wagenpark
Het Hasseltse stadsnet wordt integraal door stelplaats Hasselt van De Lijn gereden. De meeste bussen van deze stelplaats kunnen op het stadsnet ingezet worden. Dit zijn meestal standaardbussen en midibussen. Incidenteel worden er ook weleens (gelede) bussen ingezet die normaal op de streekdienst rijden. Andersom gebeurt ook weleens waarbij stadsbussen op de streekdienst rijden. De volgende bussen doen anno 2014 dienst op het stadsnet.

### Huidig wagenpark
| Serie                                                                                | Aantal | Fabrikant       | Type          | Opmerking                                                                                                 |
| ------------------------------------------------------------------------------------ | ------ | --------------- | ------------- | --- |
| 3829, 3836-3837, 3839, 3841, 3843, 3849, 3852-3853, 3855-3857, 3862-3863, 3872-3874, | 17     | VDL Jonckheere  | Transit 2000  | Bus 3860 is rijschoolbus 8044 Bussen rijden ook op streeklijnen en worden ingezet in andere stelplaatsen. |
| 2086-2129                                                                            | 46     | VDL Bus & Coach | Citea         | Rijden ook op streeklijnen                                                                                |
| 4356-4358, 4360                                                                      | 4      | Van Hool        | A360          | Rijden ook op enkele streeklijnen                                                                         |
| 4912-4916, 4932-4937                                                                 | 11     | VDL Jonckheere  | Transit 2000G | Gelede bussen. Rijden ook op de streeklijnen.                                                             |
| 5062-5063, 5248-5258, 5559                                                           | 14     | Van Hool        | newgAG300     | Gelede bussen. Rijden ook op de streeklijnen.                                                             |
| 5858-5865                                                                            | 8      | Van Hool        | newA309Hyb    | |

### Voormalig wagenpark
| Serie                    | Aantal | Fabrikant | Type  | Opmerking                                                          |
| ------------------------ | ------ | --------- | ----- | ------------------------------------------------------------------ |
| 2703-2705 2724           | 4      | Van Hool  | A508  | Reden aanvankelijk op lijn 45/4, maar later ook op de stadslijnen. |
| 3470-3477 3480 3484 3487 | 11     | Van Hool  | A308  |                                                                    |
| 3503-3504 3507           | 3      | Van Hool  | A308  | Reservebussen                                                      |
| 4078                     | 1      | Van Hool  | A360K |                                                                    |

## Lijnenoverzicht

### Huidige lijnen
Met de invoering van het principe van basisbereikbaarheid in vervoerregio Limburg op 6 januari 2024 wijzigde het Hasseltse busnetwerk grondig. Zo kregen alle lijnen een nieuw nummer en werd hun aantal teruggebracht tot zeven.
| Lijn | Traject                                                                                   | Frequentie                |
| ---- | ----------------------------------------------------------------------------------------- | ------------------------- |
| 1    | Centrumpendel (Station - Stadshuis - Station)                                             | 10' (tussen 9u30 en 19u)  |
| 2    | Boulevardpendel (Station - Boulevard in wijzerszin - Station)                             | 5' (tussen 7u45 en 19u)   |
| 3    | Rapertingen - Campus Salvator - Jessaziekenhuis - Hasselt Station                         | 30' (overdag) 15' (spits) |
| 4    | Kiewit - Banneuxwijk - Kapermolen - Hasselt Station - IKEA - Sint-Lambrechts-Herk - Alken | 30' (overdag) 15' (spits) |
| 5    | Godsheide - Jessaziekenhuis - Hasselt Station - Kuringen - Sint-Jansheide - Banneuxwijk   | 30' (overdag) 15' (spits) |
| 6    | Hasselt Station - Heilig Hartwijk - Hasselt gevangenis                                    | 30' (overdag) 15' (spits) |
| 7    | Hasselt Station - Runkst - Stevoort                                                       | 30' (overdag) 15' (spits) |

### Voormalige lijnen (tot januari 2024)
Op 30 oktober 2017 werd het stadsnet in Hasselt volledig vernieuwd. Verschillende stadslijnen werden samengebracht tot nieuwe lijnen. De nieuwe lijnen reden in lussen en hadden als vertrek- en aankomstpunt het station van Hasselt. De lussen werden in twee richtingen bediend, waarbij bussen die dezelfde haltes aandeden in omgekeerde volgorde een omgekeerd lijnnummer kregen, zoals bijvoorbeeld H10 & omgekeerd H01.Verder bleven de pendeldiensten tussen het station en het centrum van Hasselt onveranderd.
| Lijn | Traject                                                                           |
| ---- | --------------------------------------------------------------------------------- |
| AL   | Hasselt Station (Lus) Avondlijn                                                   |
| BP   | Hasselt Station (Lus) Boulevardpendel                                             |
| CP   | Hasselt Station (Lus) Centrumpendel                                               |
| H10  | Hasselt - Stevoort - Kermt - Hasselt station                                      |
| H01  | Hasselt - Kermt - Stevoort - Hasselt station                                      |
| H12  | Hasselt - Spalbeek - Kermt - Stokrooie - Hasselt Station                          |
| H21  | Hasselt - Stokrooie - Kermt - Spalbeek - Hasselt Station                          |
| H13  | Hasselt - Kuringen - Kiewit - Hasselt Station                                     |
| H31  | Hasselt - Kiewit - Kuringen - Hasselt Station                                     |
| H14  | Hasselt - Kiewit - Godsheide - Hasselt Station                                    |
| H41  | Hasselt- Godsheide - Kiewit - Hasselt Station                                     |
| H15  | Hasselt - Godsheide - Rapertingen - Hasselt Station                               |
| H51  | Hasselt - Rapertingen - Godsheide - Hasselt Station                               |
| H16  | Hasselt - Raperting - Hasselt Station                                             |
| H61  | Hasselt - Rapertingen - Hasselt Station                                           |
| H17  | Hasselt - Rapertingen - Alken - Sint-Lambrechts-Herk - Hasselt Station            |
| H71  | Hasselt - Sint-Lambrechts-Herk - Alken - Rapertingen - Hasselt Station            |
| H18  | Hasselt - Sint-Lambrechts-Herk - Terkoest - Stevoort - Kuringen - Hasselt Station |
| H81  | Hasselt - Kuringen - Stevoort - Terkoest - Sint-Lambrechts-Herk - Hasselt Station |
| H19  | Hasselt - Runkst - Kuringen - Hasselt Station                                     |
| H91  | Hasselt - Kuringen - Runkst - Hasselt Station                                     |
| H11  | Hasselt - Alverberg - Hasselt Station                                             |

### Voormalige lijnen (tot oktober 2017)
Anno 2014 waren er elf stadslijnen, welke bijna allemaal beginnen met de letter H. De stadslijnen verbinden onder andere de verschillende wijken en omliggende deelgemeenten en dorpen met het station en/of met elkaar. Twee lijnen rijden speciaal een pendeldienst tussen het station en het centrum van Hasselt. Dit zijn de lijnen BP en CP. De lijnen H1, H2, H3 en H4 bedienen de omliggende dorpen en deelgemeenten. De lijnen H5, H6, H7, H8 en H9 bedienen vooral de wijken en stadsdelen in Hasselt.
Hieronder een tabel met de huidige stadslijnen die overdag rijden.
| Lijn | Traject                                                                         | Frequentie | Voornaamste haltes |
| ---- | ------------------------------------------------------------------------------- | ---------- | --- |
| BP   | Hasselt Station (Lus) Boulevardpendel                                           | 5’         | Station, Diesterpoort, Leopoldplein, Kunstlaan, Dusartplein, Molenpoort |
| CP   | Hasselt Station (Lus) Centrumpendel                                             | 10’        | Station, Diesterpoort, Grote Markt, Kapelstraat |
| H1   | Rapertingen (Henegauwberg) - Hasselt - Kuringen - Tuilt - Kermt - (Spalbeek)    | 30’        | Henegauwlaan, Roode Berg, Jessaziekenhuis Campus Salvator, Sint-Martinusplein, KHLIM Oude Luikerbaan, Katarinakerk, Jessaziekenhuis, Leopoldplein, Station, GB, Stevoortse Kiezel, Herckenrodedreef, Sint-Jozefsplein, Oud Gemeentehuis, E. Claesstraat, Kerk, Oudestraat |
| H2   | Kiewit - Hasselt - Runkst - Ter Hilst - Sint-Lambrechts-Herk - Alken - Terkoest | 30’        | Café Ter Heide, Vliegveld Zavelvennestraat 65, Kinderboerderij, KIDS, Detmoldlaan, Banneux Kerk, Handelsschool, Dusartplein, Station, Leopoldplein, Grote Lindelaan, Ter Hilst, Pastorij, Hakkeveld, Kerk, De Berlaymontstraat, Kruispunt, Terkoest                       |
| H3   | Godsheide - Hasselt - (Kuringen - Sint-Jansheide) - Kiewit - Stokrooie          | 30’        | Kapelveld, VDAB, P&R Grenslandhallen, Dusartplein, Station, GB, Kerk, Overdemer, Kanaalbrug, Heide, Vilstraat, Rietstraat, Herkenrodesingel, Gevangenis, Gebrandestraat, Waterstraat, Beuzestraat                                                                         |
| H4   | Hasselt Station - Kuringen - Schimpen - Stevoort                                | 30’        | Station, GB, Rode Rokstraat, Negenbunders, Wijk Sportcentrum, Centrum |
| H5   | Hasselt Station (Lus) Singellijn Zuid                                           | 30’        | Station, Leopoldplein, Dusartplein, Rijksadministratief Centrum, Taxandria, Ilgat, Kruisveld |
| H6   | Hasselt Station (Lus)                                                           | 30’        | Station, Leopoldplein, Dusartplein |
| H7   | Hasselt Station - Runkst                                                        | 30’        | Station, Leopoldplein, Heilig Kruis, Sint-Hubertusplein, Sporthal, Veldstraat |
| H8   | Hasselt Station - Hasselt Alverberg                                             | 30’        | Station, H. Hartkerk, H. Hart Basisschool, Alverberg |
| H9   | Hasselt station - Hasselt Langveldstraat                                        | 30’        | Station, Leopoldplein, Dusartplein, Sint-Jansplein, Voorstraat, Wolskestraat, Diepenbekervoetweg, Rapertingenstraat, Kroonwinningstraat, Langveldstraat |

## Trivia
- Tussen 1997 en 2014 waren alle reizen met de Hasseltse stadsbussen gratis op initiatief van gemeenteraadslid Steve Stevaert. Sinds 1 januari 2014 is dit beleid afgevoerd, maar de stad probeert via verschillende initiatieven, zoals bijvoorbeeld een gratis abonnement voor kinderen, wel de kosten voor reizigers laag te houden.[4][5][6]